# Euthyrhynchus floridanus

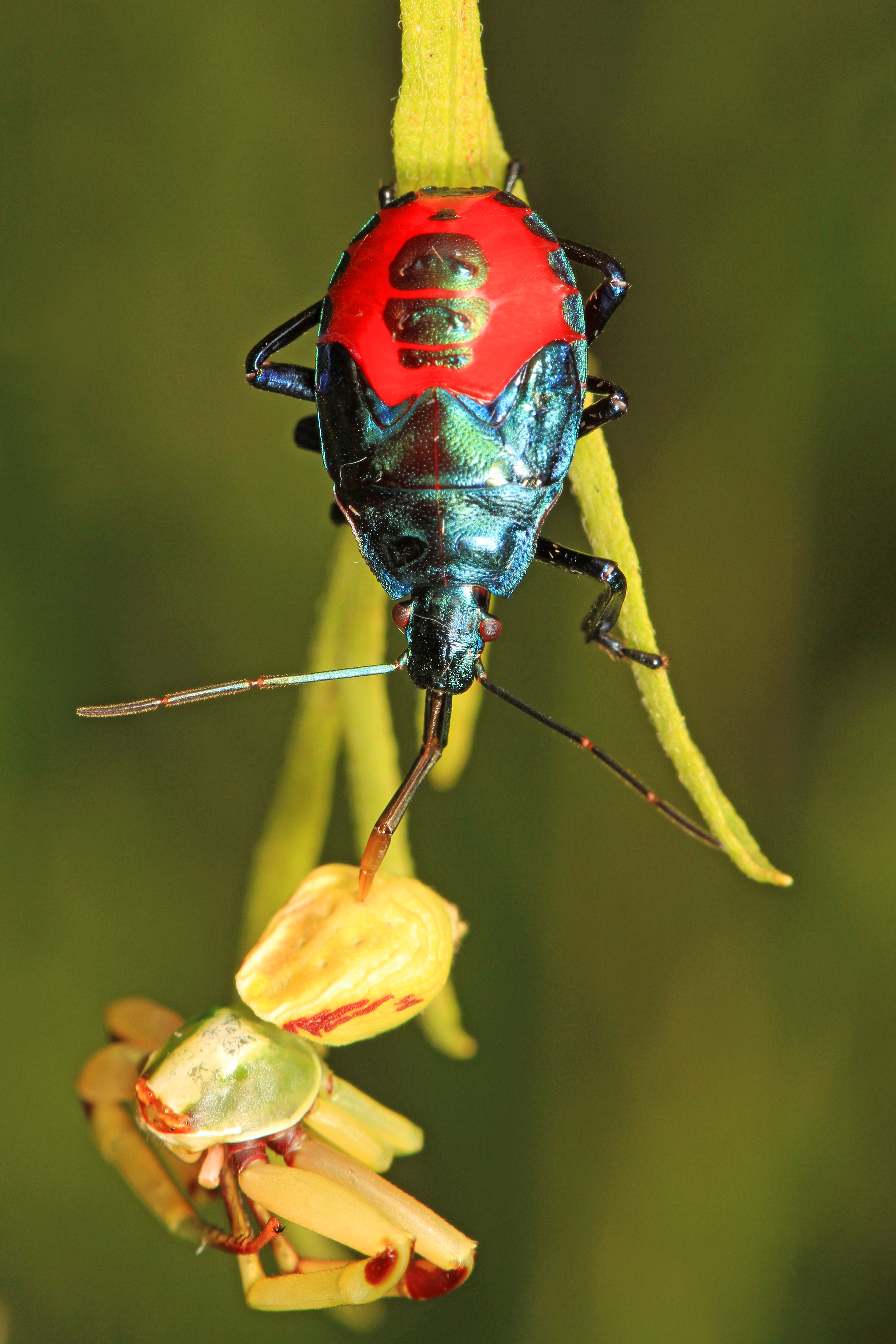
Nymphe von Euthyrhynchus floridanus erbeutet eine Krabbenspinne der Art Misumenoides formosipes

Euthyrhynchus floridanus ist eine Wanzenart aus der Unterfamilie Asopinae, die zur Familie der Baumwanzen (Pentatomidae) zählt. Die Wanzenart trägt die inoffizielle englische Bezeichnung Florida Predatory Stink Bug („Räuberische Florida-Stinkwanze“). 

## Merkmale
Die mittelgroßen blauschwarzen Wanzen besitzen gelbe, orangefarbene oder rote Flecken an den drei Ecken des Schildchens (Scutellum), wobei sich die Flecken vermengen können. Die Männchen werden bis zu 12 mm lang, während die Weibchen eine Körperlänge von 17 mm erreichen. Das Connexivum (auf der Seite sichtbarer Teil des Abdomens) ist ebenfalls gelb, orangefarben oder rot gefärbt. Die Seiten des Halsschildes besitzen jeweils einen Dorn. 
Die blauschwarzen Nymphen besitzen einen roten Hinterleib.

## Vorkommen
Euthyrhynchus floridanus kommt hauptsächlich in der Neotropis vor. Ihr Verbreitungsgebiet erstreckt sich über den Süden der Vereinigten Staaten und reicht im Norden bis nach Pennsylvania.
Ferner kommt die Art in Mittelamerika und in Südamerika (Brasilien) vor.

## Lebensweise
Die Wanzen ernähren sich räuberisch von Gliederfüßern. Zu den Beutetieren gehören verschiedene Käfer und deren Larven, Schmetterlingsraupen, Zikaden und Spinnen sowie Vertreter der verwandten phytophagen Baumwanzen der Unterfamilie Pentatominae. Aus diesem Grunde gilt die Wanzenart als Nützling.
Die Nymphen weisen ein gregäres Verhalten auf. Sie greifen zu mehreren auch größere Beutetiere an.
Die Gelegegröße von Euthyrhynchus floridanus besteht gewöhnlich aus 20 bis 90 Eiern.
Die Entwicklung der Wanze umfasst fünf Nymphenstadien. Die komplette Entwicklungsdauer beginnend mit der Eiablage beläuft sich im Schnitt auf etwa 100 Tage, wobei ein Drittel der Zeit bis zum Schlüpfen der Nymphen vergeht.
In Florida kommt die Art bivoltin vor.

## Taxonomie
Aus der Literatur sind folgende Synonyme bekannt:
- Cimex floridanus Linnaeus, 1767